# リーミド・コマスコ
リーミド・コマスコ（伊: Limido Comasco）は、イタリア共和国ロンバルディア州コモ県にある、人口約3,800人の基礎自治体（コムーネ）。

## 地理

### 位置・広がり
コモ県南西部のコムーネ。県都コモから南南西へ16kmの距離にある。

#### 隣接コムーネ
隣接するコムーネは以下の通り。括弧内のVAはヴァレーゼ県所属を示す。
- チズラーゴ (VA)
- フェネグロ
- ルラーゴ・マリノーネ
- モッツァーテ
- トゥラーテ

### 地震分類
イタリアの地震リスク階級 (it) では、4 に分類される
。